# Shin Hashima
Shin hashima (新羽島) é a estação final da linha Hashima, da linha meitetsu. Localiza-se ao lado da estação de shinkansen Gifu Hashima na cidade de Hashima na província de Gifu, Japão.
Desta estação é possível ir direto até a estação Meitetsu Gifu na cidade de Gifu. Também é possível ir até a estação Meitetsu Nagoya, fazendo a troca de trens em Kasamatsu.